# 이백만
이백만(李百萬, 1956년 2월 ~ )은 대한민국의 언론인이며, 정치인, 종교인, 외교관이다. 종교는 천주교이고 세례명은 요셉이다.

## 학력
1978년에  서울대학교 경제학과 학사 학위를 거쳐  2010년에  중앙대학교 신문방송대학원 석사 학위를 하였다. 2017년 2월에는 가톨릭 교리신학원(57기)을 졸업했다  

## 경력
매일경제 기자, 2001년 한국일보 경제부장/논설위원, 서울경제 정경부장, 머니투데이 편집국장, 2002년 한국경제TV 보도본부장 등을 지내는 등 20여 년간 언론계에 종사했다.    
2004년 3월 국정홍보처 차장으로 국정운영에 참여하였고, 2006년부터 2년간 홍보수석 및 홍보특별보좌관으로 노무현 대통령을 보필했다.    
2007년 9월부터 3년간 국립목포대학교 경제학과에서 초빙교수로 활동하며 교육과 연구에 전념했다.  
이명박정부가 출범한 2년째인 2009년 5월 노무현 전 대통령 서거 이후에는 '노무현의 정신'을 살려내기 위해 잠깐 정치활동을 하기도 했으나 곧 정치활동을 접었다.  
2012년 6월부터 1년간 노무현재단 소속 노무현시민학교 교장으로 재직했다. 
2013년 6월 캄보디아로 출국하여 가톨릭에서 운영하고 있는 장애인직업기술학교인 반티에이 쁘리업(Banteay Prieb)에서 8개월간 자원봉사활동을 했다. 
캄보디아에서 귀국한 후에는 신학공부를 하면서 캄보디아 하비에르 예수회 학교 홍보대사로 활동했다. 예수회는 세계 각국의 후원자들로부터 자금 지원을 받아 캄보디아 서북부 작은 도시인 시소폰에 36학급 규모의 초중고등학교를 짓고 있다.  
2017년 2월 가톨릭 교리신학원을 졸업했다(57기). 가톨릭 선교사와 교리교사 자격증을 받았다. 다시 신학원 신학심화과정에 입학하여 신학공부를 계속했다.
2017년 12월 문재인 대통령에 의해 주교황청 대한민국 대사관으로 임명을 활동했으나, 2020년 11월 임기를 마치고 퇴임하였다. 이후 2021년 10월 제14대 한국방송광고진흥공사 사장으로 임명되었으며, 2024년 4월말에 이임하였다.

## 저서
저서로는 <두 번째 방황이 가르쳐준 것들-엉클죠의 캄보디아 인생피정>(2014년 메디치미디어), <노무현이 우리들과 나누고 싶었던 9가지 이야기>(2013년 바다출판사), <불명의 희망-노무현의 가치, 노무현의 정책>(2009년 21세기북스), <염소뿔 오래 묵힌다고 사슴뿔 되더냐>(2006년 머니투데이) 등이 있다.